# Wielki skarbnik zakonu krzyżackiego
Wielki skarbnik zakonu krzyżackiego (niem. der Obersttressler) – prowadził rachunkowość i zarządzał skarbem państwa. Stan skarbu był u Krzyżaków tajemnicą państwową, lecz do zarządu skarbu miał wgląd wielki komtur, a nadto malborski komtur domowy rozporządzał pieniędzmi na potrzeby bieżące dworu wielkiego mistrza (służbę, pocztę, budownictwo, itd.). Do skarbca zakonnego były trzy klucze: jeden z nich piastował skarbnik, a dwa pozostałe – wielki mistrz i wielki komtur.